# کیه زینا
کیه زینا (به ایتالیایی: Chiesina Uzzanese) یک کومونه در ایتالیا است که در استان پیستویا واقع شده‌است.

## خصوصیات
کیه زینا ۷٫۲ کیلومترمربع مساحت و ۴٬۱۳۹ نفر جمعیت دارد و ۲۰ متر بالاتر از سطح دریا واقع شده‌است.

## خواهرخوانده
شهر Saint-Memmie خواهرخواندهٔ کیه زینا هست.